# C/1680 V1
Grande comète de 1680

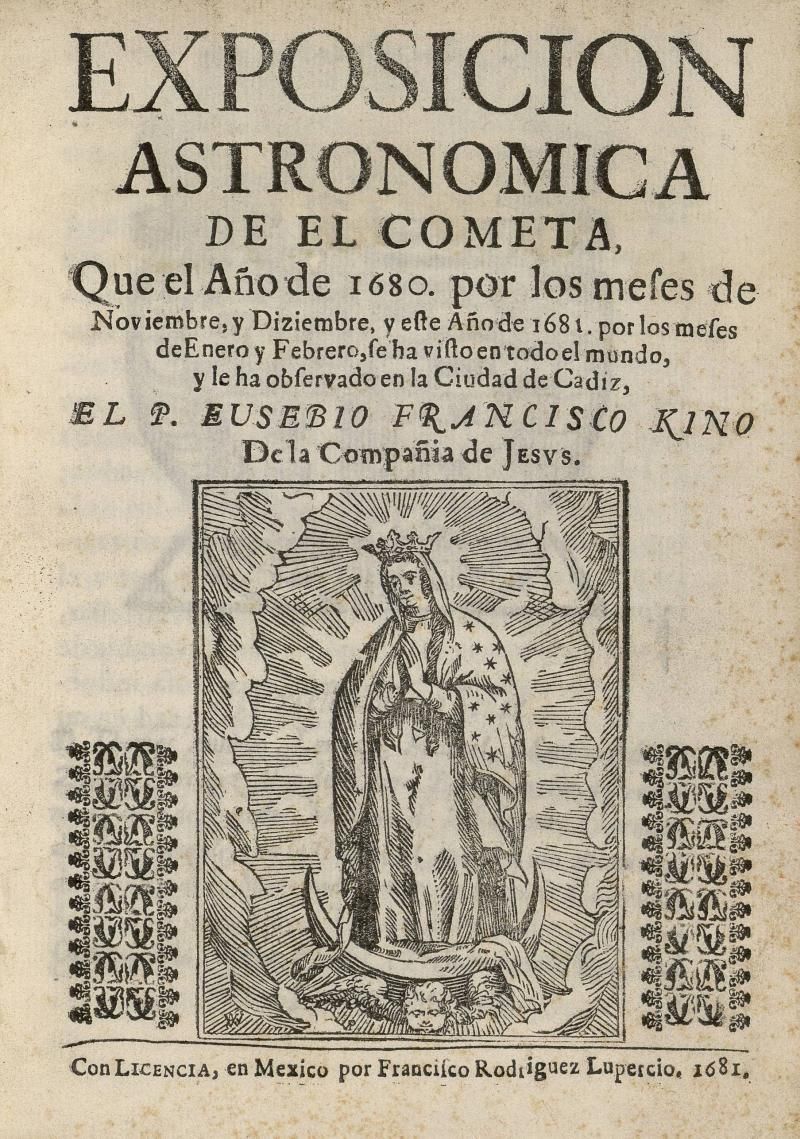
Publication d'Eusebio Kino sur la comète de 1680.

C/1680 V1, aussi appelée la Grande Comète de 1680, la comète de Kirch, et la comète de Newton, a la distinction d'être la première comète découverte par télescope. Découverte par Gottfried Kirch, le 14 novembre 1680 (date grégorienne), elle est devenue l'une des plus brillantes comètes du XVIIe siècle - réputée visible même en plein jour - et est reconnue pour sa longue queue spectaculaire. En plus de son éclat, elle est probablement plus connue pour avoir été utilisée par Isaac Newton pour tester et vérifier les lois de Kepler.
En passant à seulement 0,42 ua de la Terre le 30 novembre, elle a accéléré autour d'un périhélie incroyablement faible, de 0,0062 ua (930 000 km) le 18 décembre 1680, atteignant son pic de luminosité le 29 décembre tandis qu'elle s'éloignait,. Elle a été observée pour la dernière fois le 19 mars 1681. En septembre 2012, la comète était à environ 253 ua du Soleil.
Bien qu'elle ait été indéniablement une comète rasante, elle ne faisait sans doute pas partie du Groupe de Kreutz. La comète C/2012 S1 (ISON), découverte en 2012, a des paramètres orbitaux semblables à C/1680 V1, elle est donc peut-être un fragment de cette dernière.

## Découverte et observations astronomiques
Alors que la comète Kirch de 1680-1681 a été nommée en l'honneur de Gottfried Kirch qui l'a découverte de manière indépendante, on doit également en attribuer le crédit à Eusebio Kino, le prêtre jésuite espagnol qui a cartographié la course de la comète. Lors de son départ retardé pour le Mexique, Kino a commencé ses observations de la comète à Cadix fin 1680. Dès son arrivée à Mexico, il a publié son Exposisión [sic] astronómica de el  cometa (Mexico, 1681) dans lequel il a présenté ses conclusions. Exposisión astronómica de Kino fait partie des premiers traités scientifiques publiés par un européen dans le Nouveau Monde.
Parmi les astronomes européens ayant observé la comète, on remarque : Hevelius à Danzig, Flamsteed à Greenwich, Cassini, Picard, et le père de Fontaney à Paris, etc. Cassini rapporte plusieurs observations de la comète faites dans divers endroits de la France, de l'Italie, de l'Espagne, des Pays-Bas (d'où un tableau est fait), et en Amérique.

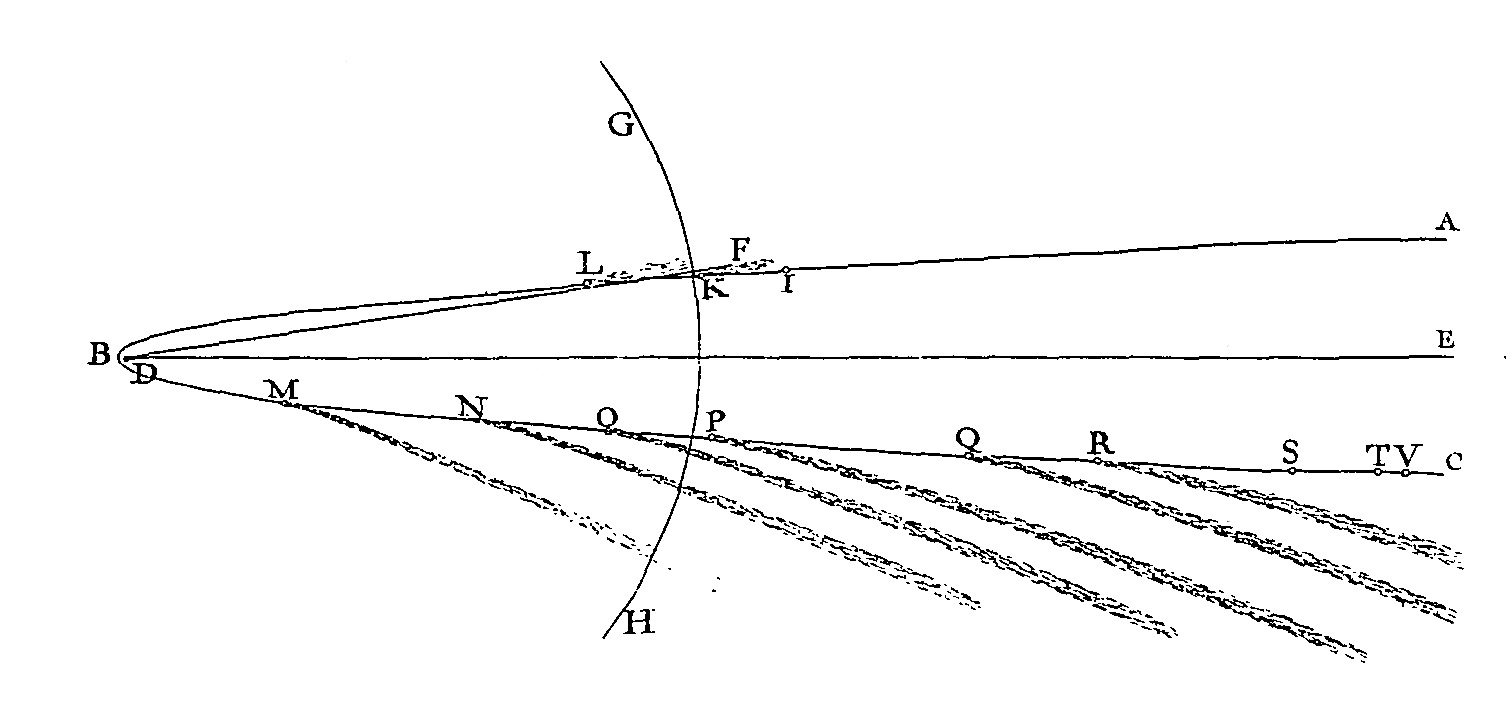
La trajectoire de la comète dans les Principia de Newton.

Newton l'observe également les 11 et 19 mars 1681, et en calcule l'orbite par des opérations graphiques.

## Influence littéraire
L'apparition de la comète a inspiré à Fontenelle une comédie en un acte, La Comète, jouée à la Comédie-Française en 1681, dénonçant les superstitions liées aux évènements astronomiques.
La comète est également le point de départ de la réflexion de Pierre Bayle dans son essai Pensées sur la comète paru en 1683.
Le 2 janvier 1681, Madame de Sévigné écrit de Paris : « Nous avons ici une comète qui est bien étendue aussi ; c'est la plus belle queue qu'il est possible de voir. Tous les grands personnages sont alarmés et croient que le ciel bien occupé de leur perte en donne des avertissements par cette comète ».

## Écrits contemporains
- [essai] Pierre Bayle, Pensées sur la comète, Rotterdam, 1682 lire en ligne sur Gallica.
- Jean Bonfa, Observations de la comètes des années 1680 & 1681, Marseille, Charles Brebion, 1681 .
- Giovanni Domenico Cassini, Observations sur la comète qui a paru au mois de décembre 1680. Et en janvier 1681, Paris, Estienne Michallet, 1681 .

- Giovanni Domenico Cassini, Abregé des observations & des réflexions sur la comète qui a paru au mois de décembre 1680, & aux mois de janvier, février & mars de cette année 1681, Paris, Estienne Michallet, 1681 .

- Jean de Fontaney, Observations sur la comète de l'année 1680 et 1681, faites au collège de Clermont, Paris, Gabriel Martin, 1681 .

- R. D. M., Dissertation sur la comète qui a paru vers la fin de l'année mil six cent quatre-vingt & au commencement de l'année mil six cent quatre-vingt-un, Paris, Jean-Baptiste Coignard, 1681, 28 p. .

- Anthelme Voituret, Explication de la comète qui a paru à la fin de l'année 1680 et au commencement de celle-ci, Lyon, 1681.